# Don Dokken
Donald Maynard Dokken, né le 29 juin 1953 à Los Angeles  (Californie) aux États-Unis, est un chanteur américain. Il est le chanteur principal du groupe Dokken.

## Biographie
Au début des années 1980, il est contacté par le groupe allemand Scorpions alors au fait de sa gloire, qui cherche un remplaçant pour Klaus Meine atteint de polypes aux cordes vocales. Finalement Meine retrouve plus rapidement que prévu sa voix après une opération et peut chanter sur Blackout en 1982, Dokken participant quand même aux démos et aux chœurs. Klaus Meine lui rend la pareille en l'incluant en première partie aux États-Unis, le jeune groupe Dokken lors de leurs tournées mondiales durant les années 1980.

## Discographie

### Solo
- 1990 : Up From the Ashes
- 2008 : Solitary

### Dokken
- 1983 : Breaking the Chains
- 1984 : Tooth and Nail
- 1985 : Under Lock and Key
- 1987 : Back for the Attack
- 1995 : Dysfunctional
- 1997 : Shadowlife
- 1999 : Erase the Slate
- 2002 : Long Way Home
- 2004 : Hell to Pay
- 2008 : Lightning Strikes Again

### Autres albums
- 1982 : Blackout (Scorpions)
- 1983 : Out of The Night (Great White)
- 1985 : Come Out and Play (Twisted Sister)
- 1991 : Bonus & Unreleased Rare Tracks (Tesla)
- 1993 : Sacred Groove (George Lynch)
- 1997 : Free World (Munetake Higuci and Dream Castle)
- 2000 : Mikazuki in Rock (Mikazuki)